# Orde van Oesjakov
De Orde van Oesjakov (Russisch: Орден Ушакова, Orden Oeshakova) werd ten behoeve van de marine van de Sovjet-Unie ingesteld ter herinnering van admiraal Fjodor Oesjakov, bevelhebber van de Russische Zwarte Zeevloot die in 1799 de Ionische Eilanden veroverde. Deze onderscheiding werd, net zoals de Orde van Soevorov bij de landmacht, verleend voor voortreffelijk leiderschap en briljant uitgevoerde succesvolle militaire operaties.

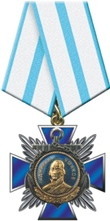
De moderne Orde van Oesjakov

De huidige Russische Federatie heeft de Orde van Oesjakov in een decreet van de Opperste Sovjet van de Russische Federatie op 20 maart 1992 № 2557-I behouden als deel van haar decoratiestelsel. De criteria voor toekenning zijn even zwaar als in de Sovjet-periode en de orde werd (nog) niet verleend. Daarvoor zou een oorlog nodig zijn. De moderne orde wordt aan een lint gedragen en heeft een klasse waar de Sovjet-Unie twee graden kende. Het kruis is nu van zilver, verguld zilver, gepatineerd zilver en email.
De Orde van Oesjakov (Russisch: Орден Ушакова) was een van de hoogste onderscheidingen van de marine van de USSR, De orde wordt vóór de lagere Orde van Nachimov gedragen en is in rang gelijk aan de exclusieve Orde van Soevorov die aan zegevierende legeraanvoerders wordt toegekend. De Orde van de Rode Vlag is meer in aanzien. Ook in het huidige Rusland bestaat deze orde voort. De naam herinnert aan admiraal Fjodor Oesjakov, die nooit een gevecht verloor en werd uitgeroepen tot voorbeeld voor de Russische marine.
De orde werd op 3 maart 1944 ingesteld tijdens de Tweede Wereldoorlog en heeft twee klassen.
De suggestie deze orde te stichten werd in de zomer van 1943 door admiraal Nikolaj Koeznetsov Gerasimovic aan Jozef Stalin gedaan. De onderscheiding moest worden toegekend aan admiraals, generaals en officieren van de marine die een overwinning behaalden over de numerieke superieure vijand. Het instellingsbesluit werd op 26 februari en 16 december 1947 gewijzigd door de besluiten van Presidium van de Opperste Sovjet van de USSR. De orde werd voor het eerst uitgereikt op 16 mei 1944.
De orde werd als ster der Tweede Klasse twaalfmaal als vaandeldecoratie aan vlooteenheden toegekend. De Eerste Klasse werd geen vaandeldecoratie.
De orde heeft geen ridders, alleen dragers en is was een voorbeeld van een Socialistische orde.

## De geschiedenis van de orde
Toen een naam voor de orde gekozen moest worden aarzelde men op het Volkscommissariaat voor de Marine tussen de admiraals Pavel Nachimov en Oesjakov. Men kon moeilijk besluiten welke van de twee helden de voorkeur genoot om zijn naam aan de hogere van de twee orden van de marine te geven.
Volkscommissaris Admiraal Kuznetsov koos voor Oesjakov omdat deze admiraal nooit een gevecht had verloren en in de zomer van 1791 bij Kaap Kaliakra een beslissende overwinning op de Turkse vloot had behaald.
Het besluit om in oorlogstijd nieuwe ridderorden in te stellen en deze naar patriotten en adellijke generaals uit het tsaristische verleden te vernoemen was een breuk met de ideologie van de Sovjet-regering. Nu het land in groot gevaar was, wilde men de door de vooroorlogse terreur, de zuiveringen en massamoorden van Stalin en de vele nederlagen tegen de Duitsers de gedemoraliseerde bevolking eraan herinneren dat het verdedigen van het moederland geen communistische, maar een patriottistische plicht was. De nieuwe Orden van Soevorov, Koetoezov en Alexander Nevski werd en door de Technische Commissie van het ministerie van Binnenlandse Zaken en de kwartiermeester van het Rode Leger voorbereid. Op 13 juli van 1942 werd een ontwerp van de hand van de schilder N. I. Moskaleva, ook ontwerper van de Orde van de Overwinning, de Orde van Bogdan Chmelnitski en veel medailles voor de bevrijding van steden aanvaard.
Het instellen van een nieuwe ridderorde werd door het hoofd van de bestuurlijke organisatie van de Volkscommissariaat van de Marine, Kapitein eerste Klasse WB Khomitx voorbereid. Ook de stafofficieren EA Xipelevskij en MA Berkov werden bij de voorbereidingen betrokken. De kleuren die voor het lint werden gebruikt zijn die van de voormalige Russische Keizerlijke Vloot.
Het eerste Decreet waarbij de Ie Klasse van de Orde van Oesjakov werd toegekend dateert van 16 mei 1944. De decorandus was de bevelhebber van de Onderzeeërs van de Zwarte Zeevloot, Admiraal PI Boltunov. De eerste toekenning van de IIe Klasse was op de 10e april van 1944 aan hoofd van de brigade onderzeeërs van de Noordelijke Vloot
Kapitein IA Kolixkin.
De sterren van deze orde zijn zeldzaam. Alleen de met diamanten en robijnen versierde sterren van de voor de maarschalken bestemde Orde van de Overwinning werden minder vaak uitgereikt dan de platina met gouden ster van de Orde van Oesjakov Ie Klasse.
Na 1968 werden er geen sterren meer uitgereikt. Toch besloot de rechtsopvolger van de Sovjet-Unie, de Russische Federatie, de prestigieuze orde van de marine te behouden. Het versiersel kreeg nu de vorm van een kruis wat in de tijd van Stalin en de Sovjets ondenkbaar zou zijn geweest.

## De criteria voor toekenning van de orde
Het Presidium van de Opperste Sovjet stelde steeds zeer precieze eisen voor het toekennen van de Sovjetorden. In de praktijk hield men zich daar niet altijd aan. Bij deze orde is het wel zo dat alleen officieren werden onderscheiden, dat was dan ook de bedoeling van de stichters geweest.
De Ie Klasse werd toegekend:

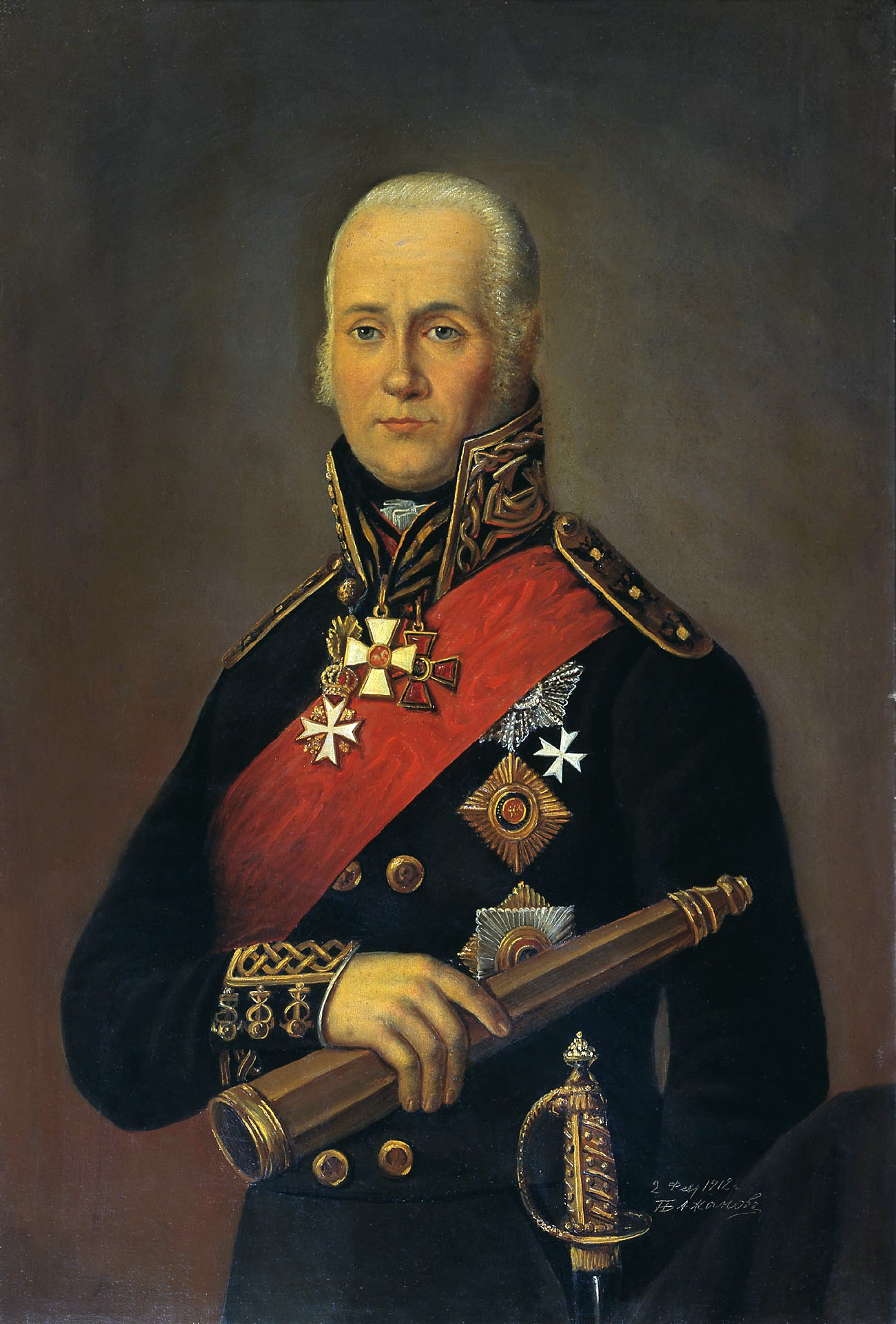
portret van Admiraal Oesjakov

- Voor uitstekende organisatie en uitvoering van de operatie tegen een vijand op zee en aan de kust met opvallende resultaten bij de teweeggebrachte vernietiging van vijandelijke zeestrijdkrachten en hun bases op land.
- Voor perfect geplande operaties en met succes uitgevoerde contacten met de vijand, die ertoe geleid dat grote aantallen vijandelijke schepen vernietiging werden.
- Voor het tonen van initiatief en het besluitvaardig beheer van de marine tijdens operaties tegen vijandelijke troepen die een overmacht bezaten.
- Voor de planning en uitvoering met kleine verliezen van een landingsoperatie op de vijandelijke kust.

De Ie Klasse werd toegekend:
- Voor uitstekende leiderschap en optreden op zee tijdens het met succes bestrijden van numeriek superieure vijandelijke troepen
- Voor leiderschap en onstuimige en dapper gevechten tegen vijandelijke bases in kustgebieden als gevolg waarvan van deze werden vernietigd.
- Voor succesvolle acties tegen een numerieke superieure vijand waarbij de vijandelijke communicatie werd verbroken en belangrijke verbindingsroutes werden verbroken.
- Voor de organisatie en de uitstekende leiding van de vloot bij het deelnemen aan een landing
- Voor de succesvolle uitvoering van een gevechtsmissie waarbij alle krachten en middelen van de vloot in de strijd werden ingezet en aan de vijand belangrijke verliezen werden toegebracht.
- Voor een uitstekende voorbereiding van operaties die hebben geleid tot grote successen in de oorlog.

Deze laatste grond om een officier met de Orde van Oesjakov te decoreren gaf de mogelijkheid om ook de stafofficieren en de bevelhebbers in de marinehavens en in Moskou te onderscheiden. Zij konden de Ie Klasse niet verwerven; daarvoor was de aanwezigheid aan het front en in bevochten wateren vereist.

## De versierselen der Ie Klasse

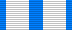

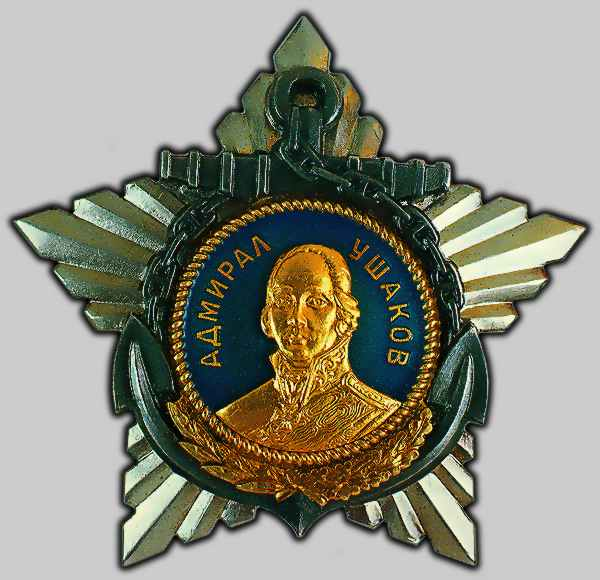
Ster der Ie Klasse

Een ster der Ie Klasse is van goud en platina. Daarbij wordt het voorbeeld gevolgd van de Orde van waarvan de ster ook zeer kostbaar is uitgevoerd. Het was dan ook nooit de bedoeling om veel van deze sterren uit te reiken. Het gouden portret van de admiraal, hij wordt in zijn 18e-eeuwse rijk geborduurde uniform afgebeeld, is op een blauw geëmailleerde achtergrond geplaatst.
 Het ronde centraal aangebrachte gouden medaillon is 23 millimeter breed. Op de blauwe achtergrond is in cyrillisch schrift en in gouden letters de aanduiding "Admiraal Oesjakov", in het Cyrillisch "АДМИРАЛ УШАКОВ" aangebracht.
Op de ring rond het centraal geplaatste ronde medaillon is een gouden krans van lauriertakken en eikenbladeren aangebracht. Het medaillon is bevestigd aan een zwart gepatineerd anker. Rond het medaillon loopt, in overeenstemming met het maritieme karakter van de onderscheiding, een gevlochten kabel die bij de Ie Klasse van goud is. De zware ankerketting loopt rond het medaillon en is aan de bovenkant vastgeklonken aan de vijfpuntige ster van platina.
De ster heeft vijf punten en vijftig stralen. Op de achterzijde is behalve een schroef ter bevestiging een nummer aangebracht. Aan de binnenkant van de uniformjas werd een vlakke zilveren plaat geschroefd. Om de ster te dragen moest dus een vrij groot gat in het uniform worden gemaakt.
Afgezien van de waarde voor verzamelaars is de ster kostbaar door de gebruikte materialen. Ze bevat 25 gram goud, 8,55 gram zilver en 13,022 gram platina. Het totale gewicht is iets meer dan 48 gram. In 2010 was 14 gram platina ongeveer 700 dollar waard.
Bij beide klassen is gebruikgemaakt van een postuum portret door de schilder Peter Bajanov (1851-1913). De sterren werden door architect M.A. Shepilevskogo ontworpen.
De dragers van de Ie Klasse, bij een socialistische orde als deze kan men niet van ridders spreken, dragen hun ster niet aan een lint. De ster wordt op de rechterborst gedragen. Toch is aan deze graad van de decoratie een lint verbonden. Op de linkerborst wordt bij minder formele gelegenheden immers een baton gedragen. Wanneer men de orde tweemaal ontving is het gebruik om het baton ook tweemaal te dragen. Dat overkwam drie hoge officieren van de marine, Vice Admiraal GN Holostyakov, NI Samokhin en VV
Ermachenkov.
De kleuren van de baton waren wit en lichtblauw. De eerste klasse had een 5 mm brede middenstreep en twee randstroken van 1,5 mm breed. De tweede klasse had twee 5mm brede zijde strepen, die elk 1,5 mm werden verwijderd uit de rand.

## De versierselen der IIe Klasse

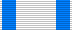

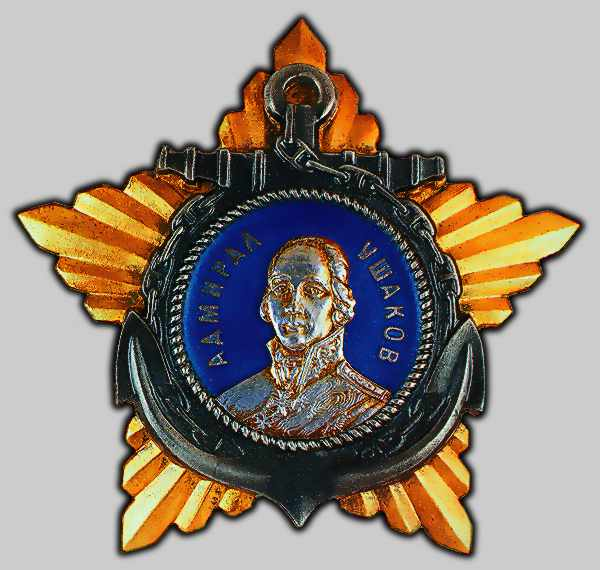
Ster der IIe Klasse

Een ster der IIe Klasse is van goud en zilver. Het geëmailleerde medaillon met het zilveren portret van de admiraal is bevestigd aan een zwart zilveren anker.
 Het medaillon is 23 millimeter breed. Op de blauwe achtergrond is in cyrillisch schrift en in zilveren letters de aanduiding "Admiraal Oesjakov", in het Cyrillisch "АДМИРАЛ УШАКОВ" aangebracht.
Rond het medaillon loopt, in overeenstemming met het maritieme karakter van de onderscheiding, een gevlochten kabel die bij de IIe Klasse van zilver is. De ankerketting is vastgeklonken aan de vijfpuntige ster van platina. De lauwertak die de ster van de Ie Klasse siert ontbreekt.
Tijdens de Tweede Wereldoorlog werden 22 officieren gedecoreerd met de Ie Klasse, acht van hen ontvingen de ster twee keer. 14 officieren werden beloond met een ster der IIe Klasse, ze waren allemaal verbonden aan de Noordelijke Vloot. Tot de val van de Sovjet-Unie, werd de Orde van Ushakov Ie Klasse 47 keer en de IIe Klasse 194 keer toegekend.
Men draagt de sterren aan de rechterzijde van de borst en ze worden door een schroef aan de kleding vastgemaakt.
De ster weegt ongeveer 42 gram. Ze bevat 25,365 gram zilver en 14,462 gram goud
De Hogere Zeevaartschool "Rode Banier" en de Marineschool "Orde van Lenin" in Frunze kregen de ster der IIe Klasse toegekend als collectieve onderscheiding. Die laatste benoeming, in 1968, was ook de laatste keer dat de Orde van Oesjakov werd toegekend.

## Enige dragers der Ie Klasse
- Gordej Levtsjenko
- Filipp Oktjabrskij - tweemaal onderscheiden
- Vladimir Triboets - tweemaal onderscheiden

Onder de dragers van de Ie Klasse was ook de gepensioneerde viceadmiraal GN Holostjakov. Hij was tweemaal drager van de Ie Klasse en werd in 1983 in zijn appartement vermoord door rovers. Zij stalen zijn onderscheidingen.

## Enige dragers der IIe Klasse
- De Britse Admiraal Sir Bertram Ramsay, hij werd in 1944 door de Sovjets gedecoreerd.
- Vladimir Konovalov